# آولیس ریتکونن
آولیس ریتکونن (فنلاندی: Aulis Rytkönen; ۵ ژانویهٔ ۱۹۲۹ – ۱۶ آوریل ۲۰۱۴) بازیکن فوتبال اهل فنلاند بود.
از باشگاه‌هایی که در آن بازی کرده‌است می‌توان به باشگاه فوتبال هلسینکی و باشگاه فوتبال کوپیون پالوسئورا اشاره کرد.
وی همچنین در تیم ملی فوتبال فنلاند بازی کرده‌است.